# Nazionale maschile di rugby a 7 della Corea del Sud
La nazionale di rugby a 7 della Corea del Sud è la selezione che rappresenta la Corea del Sud a livello internazionale nel rugby a 7.
Non prende parte stabilmente alle World Rugby Sevens Series, ma tradizionalmente è una delle nazionali invitate a partecipare all'Hong Kong Sevens. Vanta quattro presenze in Coppa del Mondo, ottenendo come miglior risultato il raggiungimento dei quarti di finale nel 1997 (sconfitta 56-0 contro le Figi). È impegnata inoltre nei Giochi asiatici, competizione che ha vinto due volte nel 1998 e nel 2002.

## Palmarès
- Giochi asiatici

Bangkok 1998: medaglia d'oro
Pusan 2002: medaglia d'oro
Doha 2006: medaglia d'argento
Canton 2010: medaglia di bronzo
Incheon 2014: medaglia di bronzo
Giacarta 2018: medaglia di bronzo
- Giochi dell'Asia orientale

Hong Kong 2009: medaglia di bronzo

## Partecipazioni ai principali tornei internazionali
- 2020: 12º posto

- 1993: semifinale Plate
- 1997: quarti di finale
- 2001: quarti di finale Plate
- 2005: quarti di finale Bowl
- 2009: n.p.
- 2013: n.p.
- 2018: n.p.

- 1998:  1º posto
- 2002:  1º posto
- 2006:  2º posto
- 2010:  3º posto
- 2014:  3º posto
- 2018:  3º posto